# La Bande Sonimage
 (novembre 2024).
La Bande Sonimage est un centre de production et distributeur de films, basé à Saguenay, au Canada, co-fondée en 2009 par Carl Gaudreault, France Guay et Éric Roussel. Le centre de création cinématographique est né d’un besoin du milieu culturel. À l’époque, les cinéastes devaient sortir de la région pour simplement louer l’équipement nécessaire pour réaliser leur propre production. Noémie Payant-Hébert prend la présidence en 2016, après ses prédécesseurs Carl Gaudreault et Éric Roussel. Claudia Chabot assure la direction générale depuis la fondation en 2009.
L'organisme vient combler un vide en appuyant les créateurs dans toutes les étapes de la production vidéo, de A à Z ,en passant par le prêt d’équipements spécialisés jusqu’à la distribution de certains films sur la scène internationale.
La Bande Sonimage est honorée par la Régie du cinéma et la Société Saint-Jean-Baptiste de Montréal (SSJB), en 2014, lors de la remise des Prix André-Guérin, qui honorent des personnes et organismes ayant soutenu le septième art au chapitre de la promotion, de la diffusion et du rayonnement. Cette reconnaissance souligne la capacité de l'organisme à maintenir une industrie de création en région.
Au festival Regard en 2016, la Soirée régionale présente la deuxième série du projet 5 courts, production de l’Office national du film en collaboration avec La Bande Sonimage.
En 2021, une première entité collaborative en art et culture voit le jour au Saguenay-Lac-Saint-Jean. L’écosystème, un modèle unique au pays, regroupe six organismes culturels de la région, dont la Bande Sonimage, qui unissent leurs forces et leurs compétences afin d’offrir aux artistes un potentiel croisé en plus de trouver des solutions collectives à des problèmes individuels. Les organisations qui œuvrent dans les secteurs des arts visuels, de la musique de création, du cinéma, des lettres et de l’édition créent ainsi un écosystème d’incubation artistique via la mutualisation de leurs ressources et de leurs expertises.

En 2022, la bande Sonimage présente ¡ La Macha !, un documentaire écrit, réalisé et produit par Claudia Chabot, diffusé dans six pays et lancé en première canadienne aux Rendez-vous Québec Cinéma. Trois films créés par des artistes du Saguenay-Lac-Saint-Jean, ayant pour trait commun d’être distribués par la bande Sonimage, sont projetés dans le cadre du festival Rendez-vous Québec Cinéma. Alors que Monsieur Sachet et ELLES appartiennent au monde de l’animation, la troisième proposition, ¡ La Macha ! , épouse la forme d’un documentaire, lequel a été tourné au Costa Rica. La Bande Sonimage s’associe aux Films de La Baie pour la distribution du documentaire La folle traversée de Philippe, réalisé par Stéphanie Gagné. Ce documentaire est nommé parmi les cinq finalistes de la catégorie Meilleure réalisation documentaire : biographie ou portrait, arts et culture, santé, nature, sciences et environnement – émission.

« Trois productions dans une même édition, c’est rare en ce qui nous concerne. En 2020 et 2021, il n’y en avait aucune. »

— Laurent Bilodeau, responsable de la distribution à la bande Sonimage
L'OBNL rejoint le Regroupement des distributeurs indépendants de films du Québec en 2024 afin de participer à la défense et au rayonnement des films québécois.